# Saison 1998-1999 de l'USM Alger
Chronologie
Saison précédente Saison suivante
La saison 1998-1999 de l'USM Alger est la 21e saison du club en première division du championnat d'Algérie. L'USMA est engagée en Super Division, en Coupe d'Algérie et en Coupe de la CAF. En 1998, le stade Bologhine a été rebaptisé Omar Hamadi, ancien dirigeant du club et révolutionnaire (il a été condamné à mort pendant la guerre d'indépendance de son pays) et qui a été tragiquement tué avec ses deux fils à Bouzareah (Alger) par un groupe terroriste en 1995,.

## Compétitions
| Championnat d'Algérie     | Coupe d'Algérie                  | Coupe des vainqueurs de coupe                           | Coupe de la CAF                                         |
| ------------------------- | -------------------------------- | ------------------------------------------------------- | ------------------------------------------------------- |
| Quatrième place 44 points | Vainqueur face au JS Kabylie 2-0 | Quart de finale éliminé par Primeiro de Agosto 3-0, 1-2 | Huitièmes de finale face au Al Ahly Wad Madani 0-2, 5-0 |
| 12 V 8 N 6 D              | 5 V 1 N 1 D                      | 0 V 0 N 2 D                                             | 3 V 0 N 1 D                                             |
| TOTAL : 20 V 9 N 10 D     |                                  |                                                         |                                                         |

### Championnat d'Algérie
| Date               | J  | Adversaire    | Lieu | Résultat | Buteurs pour l'USMA                       |
| 14 septembre 1998* | 1  | WA Boufarik   | Ext. | 1 - 0    | Réda Zouani 53e                           |
| 21 septembre 1998* | 2  | ASM Oran      | Ext. | 0 - 1    | -                                         |
| 25 septembre 1998* | 3  | USM Blida     | Dom. | 0 - 0    | -                                         |
| 8 octobre 1998     | 4  | SA Mohamadia  | Ext. | 0 - 0    | -                                         |
| 15 octobre 1998    | 5  | RC Kouba      | Dom. | 1 - 0    | Ait belkacem 82e                          |
| 22 octobre 1998    | 6  | ES Mostaganem | Ext. | 0 - 1    | -                                         |
| 9 novembre 1998    | 7  | MC Alger      | Dom. | 2 - 2    | Hadj Adlane 17e, Hamdoud 83e              |
| 12 novembre 1998   | 8  | WA Tlemcen    | Ext. | 1 - 2    | Zekri 77e                                 |
| 19 novembre 1998   | 9  | IRB Hadjout   | Dom. | 1 - 0    | Zekri 37e                                 |
| 26 novembre 1998   | 10 | JSM Tiaret    | Ext. | 1 - 0    | Ait belkacem 37e                          |
| 3 décembre 1998    | 11 | GC Mascara    | Dom. | 2 - 0    | Hadj Adlane 53e, Ait belkacem 63e         |
| 14 décembre 1998   | 12 | CR Belouizdad | Ext. | 1 - 2    | Djahnine 90e                              |
| 17 décembre 1998   | 13 | MC Oran       | Dom. | 2 - 0    | Dziri 33e, Ait belkacem 77e               |
| 24 décembre 1998   | 14 | WA Boufarik   | Dom. | 4 - 0    | Hadj Adlane 39e 66e (pen.), Yacef 82e 90e |
| 28 décembre 1998   | 15 | ASM Oran      | Dom. | 3 - 0    | Hadj Adlane 35e, Djahnine 80e, Yacef 86e  |
| 28 janvier 1999    | 16 | USM Blida     | Ext. | 1 - 0    | Dziri 11e                                 |
| 1er février 1999   | 17 | SA Mohamadia  | Dom. | 2 - 0    | Abacha 34e 52e                            |
| 4 février 1999     | 18 | RC Kouba      | Ext. | 0 - 0    | -                                         |
| 11 février 1999    | 19 | ES Mostaganem | Dom. | 1 - 1    | Hadj Adlane 5e                            |
| 18 février 1999    | 20 | MC Alger      | Ext. | 0 - 0    | -                                         |
| 8 mars 1999*       | 21 | WA Tlemcen    | Dom. | 1 - 0    | Hadj Adlane 87e                           |
| 18 mars 1999       | 22 | IRB Hadjout   | Ext. | 4 - 0    | Yacef 27e 68e 90e, Amirat 75e             |
| 1er avril 1999     | 23 | JSM Tiaret    | Dom. | 2 - 2    | Hadj Adlane 25e, Ghoul 37e                |
| 7 mai 1999*        | 24 | GC Mascara    | Ext. | 1 - 3    | Rahim 58e                                 |
| 20 mai 1999        | 25 | CR Belouizdad | Dom. | 1 - 1    | Manga 52e                                 |
| 24 mai 1999        | 26 | MC Oran       | Ext. | 0 - 1    | -                                         |

#### Classement Groupe B
| Rang | Équipe          | Pts | J  | G  | N  | P  | Bp | Bc | Diff |
| ---- | --------------- | --- | -- | -- | -- | -- | -- | -- | ---- |
| 1    | MC Alger L      | 56  | 26 | 16 | 8  | 2  | 44 | 16 | +28  |
| 2    | CR Belouizdad   | 53  | 26 | 16 | 5  | 5  | 44 | 22 | +22  |
| 3    | WA Tlemcen      | 50  | 26 | 15 | 5  | 6  | 40 | 17 | +23  |
| 4    | USM Alger C     | 44  | 26 | 12 | 8  | 6  | 32 | 17 | +15  |
| 5    | MC Oran         | 43  | 26 | 12 | 7  | 7  | 44 | 25 | +19  |
| 6    | USM Blida       | 42  | 26 | 12 | 6  | 8  | 27 | 27 | 0    |
| 7    | ES Mostaganem   | 36  | 26 | 9  | 9  | 8  | 31 | 31 | 0    |
| 8    | JSM Tiaret P    | 29  | 26 | 6  | 11 | 9  | 22 | 27 | -5   |
| 9    | GC Mascara P    | 28  | 26 | 7  | 7  | 12 | 23 | 26 | -3   |
| 10   | RC Kouba P      | 28  | 26 | 7  | 7  | 12 | 16 | 25 | -9   |
| 11   | ASM Oran P      | 28  | 26 | 6  | 10 | 10 | 20 | 36 | -16  |
| 12   | SA Mohammadia P | 27  | 26 | 6  | 9  | 11 | 22 | 33 | -11  |
| 13   | WA Boufarik     | 16  | 26 | 3  | 7  | 16 | 16 | 49 | -33  |
| 14   | IRB Hadjout P   | 12  | 26 | 1  | 9  | 16 | 14 | 44 | -30  |

Résultat
Relégation
Abréviations
C : Vainqueur de la Coupe d'Algérie 1998-99

L : Vainqueur de la Coupe de la Ligue 1998-1999

P : Promus de Division 2

### Coupe d'Algérie
En final contre la JS Kabylie, les deux équipes se sont rencontrées pour la première fois en finale de la Coupe d'Algérie au Stade du 5-Juillet-1962 et lors de la première finale à laquelle assistait le nouveau président du pays Abdelaziz Bouteflika et le président d'honneur du club Yacef Saâdi et terminé par la victoire de l'USM Alger avec deux buts marqués par Billel Dziri et l'ancien joueur de la JS Kabylie Tarek Hadj Adlane Pour être la quatrième Coupe de l'USMA, Avant cela en demi-finale face au MC Alger, il y avait eu une grande polémique sur la façon dont le match était joué, où il était censé se jouer à partir de deux matchs. En revanche, le ministère de la Jeunesse et des Sports a décidé de jouer les deux matchs au Stade du 5-Juillet-1962, Saïd Allik Président de l'USMA, a refusé cela en insistant pour que chaque équipe joue dans son stade et Stade du 5-Juillet-1962, il était le stade officiel du MC Alger, après quoi le ministre de la Jeunesse et des Sports Mohamed Aziz Derouaz a rejeté cette demande et a insisté pour qu'il joue au Stade du 5-Juillet-1962 pour des raisons de sécurité. Le jour du match, l'USM Alger s'est rendu au Stade Omar Hamadi et au MC Alger et les arbitres au Stade du 5-Juillet-1962. Le ministre de l'Intérieur et des Collectivités territoriales de l'époque Abdelmalek Sellal appela Allik pour trouver une solution à ce problème. Sa réponse a été qu'il y avait deux solutions, la première est que chaque équipe joue dans son stade Ou qu'elle tienne un match dans un stade neutre, et Allik propose le Stade du 19-Mai-1956 à Annaba, mais à cause de la Décennie noire et puisque les deux sont de la capitale, il a été décidé de le tenir au Stade du 5-Juillet-1962.

## Statistiques

### Statistiques collectives
| Compétition                             | Débute au tour             | Termine             | Matches joués | Gagnés | Nuls | Perdus | Buts pour | Buts contre | Différence |
| --------------------------------------- | -------------------------- | ------------------- | ------------- | ------ | ---- | ------ | --------- | ----------- | ---------- |
| Coupe d'Algérie                         | Trente-deuxièmes de finale | Vainqueur           | 7             | 5      | 1    | 1      | 16        | 3           | +13        |
| Super Division                          | -                          | Quatrième           | 26            | 12     | 8    | 6      | 32        | 16          | +16        |
| Coupe d'Afrique des vainqueurs de coupe | Quart de finale            | Quart de finale     | 2             | 0      | 0    | 2      | 1         | 5           | −4         |
| Coupe de la CAF                         | Premier tour               | Huitièmes de finale | 4             | 3      | 0    | 1      | 11        | 4           | +7         |
| Total                                   | -                          | -                   | 39            | 20     | 9    | 10     | 60        | 28          | +32        |

### Statistiques individuelles
|  | G |  | Farid Belmellat        | 0 | 0 | 0 | 0 | 0 | 0 | 0 | 0 |  | 0 |  |  |  |  |
|  | G |  | Abderrahmane Allane    | 0 | 0 | 0 | 0 | 0 | 0 | 0 | 0 |  | 0 |  |  |  |  |
|  |   |  |                        |   |   |   |   |   |   |   |   |  |   |  |  |  |  |
|  | D |  | Tarek Ghoul            | 0 | 0 | 0 | 0 | 0 | 0 | 0 | 0 |  | 0 |  |  |  |  |
|  | D |  | Mounir Zeghdoud        | 0 | 0 | 0 | 0 | 0 | 0 | 0 | 0 |  | 0 |  |  |  |  |
|  | D |  | Fayçal Hamdani         | 0 | 0 | 0 | 0 | 0 | 0 | 0 | 0 |  | 0 |  |  |  |  |
|  | D |  | Mahieddine Meftah      | 0 | 0 | 0 | 0 | 0 | 0 | 0 | 0 |  | 0 |  |  |  |  |
|  | D |  | Mohamed Hamdoud        | 0 | 0 | 0 | 0 | 0 | 0 | 0 | 0 |  | 0 |  |  |  |  |
|  | D |  | Fouad Smati            | 0 | 0 | 0 | 0 | 0 | 0 | 0 | 0 |  | 0 |  |  |  |  |
|  | D |  | Rachid Boumrar         | 0 | 0 | 0 | 0 | 0 | 0 | 0 | 0 |  | 0 |  |  |  |  |
|  | D |  | Abdelouahab Tizarouine | 0 | 0 | 0 | 0 | 0 | 0 | 0 | 0 |  | 0 |  |  |  |  |
|  |   |  |                        |   |   |   |   |   |   |   |   |  |   |  |  |  |  |
|  | M |  | Farid Djahnine         | 0 | 0 | 0 | 0 | 0 | 0 | 0 | 0 |  | 0 |  |  |  |  |
|  | M |  | Karim Ghazi            | 0 | 0 | 0 | 0 | 0 | 0 | 0 | 0 |  | 0 |  |  |  |  |
|  | M |  | Salah Eddine Mehdaoui  | 0 | 0 | 0 | 0 | 0 | 0 | 0 | 0 |  | 0 |  |  |  |  |
|  | M |  | Mohamed Abacha         | 0 | 0 | 0 | 0 | 0 | 0 | 0 | 0 |  | 0 |  |  |  |  |
|  | M |  | Samir Sloukia          | 0 | 0 | 0 | 0 | 0 | 0 | 0 | 0 |  | 0 |  |  |  |  |
|  | M |  | Billel Dziri           | 0 | 0 | 0 | 0 | 0 | 0 | 0 | 0 |  | 0 |  |  |  |  |
|  | M |  | Hamid Aït Belkacem     | 0 | 0 | 0 | 0 | 0 | 0 | 0 | 0 |  | 0 |  |  |  |  |
|  | M |  | Athmane Samir Amirat   | 0 | 0 | 0 | 0 | 0 | 0 | 0 | 0 |  | 0 |  |  |  |  |
|  |   |  |                        |   |   |   |   |   |   |   |   |  |   |  |  |  |  |
|  | A |  | Hamza Yacef            | 0 | 0 | 0 | 0 | 0 | 0 | 0 | 0 |  | 0 |  |  |  |  |
|  | A |  | Azzedine Rahim         | 0 | 0 | 0 | 0 | 0 | 0 | 0 | 0 |  | 0 |  |  |  |  |
|  | A |  | Tarek Hadj Adlane      | 0 | 0 | 0 | 0 | 0 | 0 | 0 | 0 |  | 0 |  |  |  |  |
|  | A |  | Mohamed Manga          | 0 | 0 | 0 | 0 | 0 | 0 | 0 | 0 |  | 0 |  |  |  |  |
|  | A |  | Nacer Zekri            | 0 | 0 | 0 | 0 | 0 | 0 | 0 | 0 |  | 0 |  |  |  |  |
|  | A |  | Réda Zouani            | 0 | 0 | 0 | 0 | 0 | 0 | 0 | 0 |  | 0 |  |  |  |  |
|  | A |  | Abdelmalek Khouni      | 0 | 0 | 0 | 0 | 0 | 0 | 0 | 0 |  | 0 |  |  |  |  |

### Statistiques des buteurs
|        | Buteur               | Super Division | Coupe d'Algérie | Coupe des vainqueurs de coupe | Coupe de la CAF | Total | Min | MJ |
| ------ | -------------------- | -------------- | --------------- | ----------------------------- | --------------- | ----- | --- | -- |
| TOTAL1 | TOTAL1               | 32             | 16              | 1                             | 11              | 60    | 0   | 39 |
| 1      | Tarek Hadj Adlane    | 8              | 4               | 0                             | 5               | 17    | -   | -  |
| 2      | Hamza Yacef          | 6              | 1               | 0                             | 2               | 9     | -   | -  |
| 3      | Hamid Aït Belkacem   | 4              | 1               | 0                             | 0               | 5     | -   | -  |
| 4      | Farid Djahnine       | 2              | 1               | 0                             | 2               | 5     | -   | -  |
| 5      | Tarek Ghoul          | 1              | 3               | 0                             | 0               | 4     | -   | -  |
| 6      | Billel Dziri         | 2              | 1               | 0                             | 1               | 4     | -   | -  |
| 7      | Mohamed Abacha       | 2              | 0               | 0                             | 0               | 2     | -   | -  |
| 8      | Nacer Zekri          | 2              | 0               | 0                             | 0               | 2     | -   | -  |
| 9      | Athmane Samir Amirat | 1              | 1               | 0                             | 0               | 2     | -   | -  |
| 10     | Mohamed Manga        | 1              | 0               | 0                             | 1               | 2     | -   | -  |
| 11     | Mohamed Hamdoud      | 1              | 0               | 0                             | 0               | 1     | -   | -  |
| 12     | Réda Zouani          | 1              | 0               | 0                             | 0               | 1     | -   | -  |
| 13     | Azzedine Rahim       | 1              | 0               | 0                             | 0               | 1     | -   | -  |
| 14     | Mounir Zeghdoud      | 0              | 1               | 0                             | 0               | 1     | -   | -  |
| 15     | Mahieddine Meftah    | 0              | 1               | 0                             | 0               | 1     | -   | -  |
| 16     | Fayçal Hamdani       | 0              | 1               | 0                             | 0               | 1     | -   | -  |
| 17     | Hocine Achiou        | 0              | 1               | 0                             | 0               | 1     | -   | -  |
| 18     | Abdelmalek Khouni    | 0              | 0               | 1                             | 0               | 1     | -   | -  |

1. Total des buts dans le jeu, hors c-s-c.